# Évrard de Limburg Stirum
Pour les autres membres de la famille, voir Maison de Limburg Stirum.
Le comte Évrard de Limburg Stirum (né le 27 octobre 1927 à Huldenberg, mort le 5 mars 2001 (73 ans) à Anderlecht est un homme politique  belge, bourgmestre d'Huldenberg.

## Biographie
Évrard de Limburg Stirum est l'aîné de six enfants du comte Thierry François-Xavier de Limburg Stirum (1904-1968) et de la princesse Marie-Immaculée de Croÿ (1905-2007). Thierry de Limburg Stirum (1904-1968) était, comme son père Évrard de Limburg Stirum (1868-1938), maire d'Huldenberg, et comme son grand-père Thierry de Limburg Stirum (1827-1911), un historien spécialiste dans le monde de l'héraldique et de la généalogie.
Évrard de Limburg Stirum effectue son service militaire dans les commandos parachutistes. Après son mariage en 1957 avec Hélène d'Orléans, princesse de France, fille d'Henri d'Orléans, comte de Paris, il se retire comme planteur en Rhodésie. Les problèmes politiques dans ce pays l'ont forcé, à la fin des années cinquante, à rentrer en Belgique. Le couple et ses quatre enfants s'installent sur la propriété familiale d'Huldenberg, municipalité dont Evrard est maire.

## Famille
Évrard de Limburg Stirum et son épouse Hélène d'Orléans ont eu quatre enfants :
1. Catherine Isabelle Marie Françoise Xavière de Limburg Stirum (née le 21 octobre 1957 à Salisbury, en Rhodésie du Sud), épouse en 1988 Ortiz-Armando Galrao (divorcés en 1994), dont :
  1. Céleste Galrao  (née en 1988), épouse en 2017 Michael Marley Marotta
  2. Orian Galrao  (né en 1993)
2. Thierry Henri François Xavier Christian de Limburg Stirum (né le 24 juillet 1959 à Lisbonne), épouse en 1990 Katia della Faille de Leverghem, dont :
  1. Gloria de Limburg Stirum (née en 1993)
  2. Angélique de Limburg Stirum (née en 1995)
3. Louis de Limburg Stirum (né le 10 juin 1962 à Etterbeek, en Belgique), épouse en 1996 Belén López Montero, dont :
  1. Jean-Thierry de Limburg Stirum (né en 1999)
  2. Inès de Limburg Stirum (née en 2000)
4. Bruno de Limburg Stirum (né le 20 février 1966 à Sallanches, en Haute-Savoie), épouse en 1995 Christine de Lannoy, dont :
  1. Gaspard de Limburg Stirum (né en 1996)
  2. Félix de Limburg Stirum (né en 1998)
  3. Achille de Limburg Stirum (né en 2001)
  4. Rose de Limburg Stirum (née en 2003)

## Décorations
- Chevalier d'honneur et de dévotion de l’ordre souverain de Malte[1] (1er avril 1952)
- Chevalier de l’ordre de la Couronne (Belgique)[1]
- Chevalier de l'illustre ordre royal de Saint-Janvier (maison de Bourbon-Siciles, 1990)[2]
- Bailli grand-croix de justice de l’ordre sacré et militaire constantinien de Saint-Georges (maison de Bourbon-Siciles)[1],[3]